# Pak (kleding)

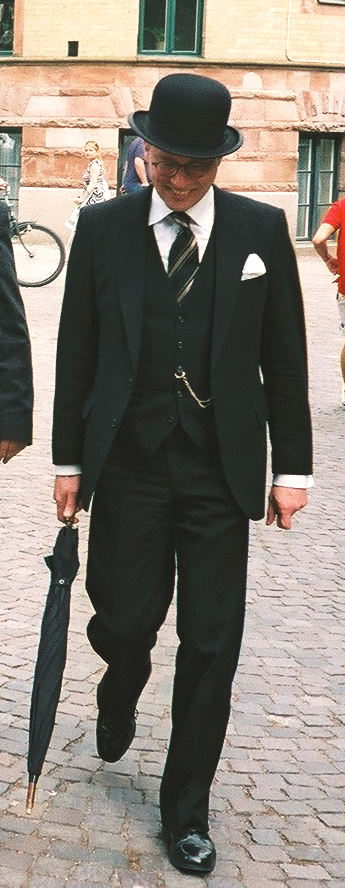
Een heer in een driedelig pak

Een pak of kostuum is een stel kledingstukken dat per definitie is vervaardigd uit een en dezelfde stof. Een pak bestaat in ieder geval uit een broek (pantalon) en jasje (colbert). Bij een driedelig pak hoort ook een gilet. Hoeden werden bijna altijd buiten (en soms binnenshuis) gedragen met alle mannenkleding tot de tegencultuur van de jaren 1960 in de westerse cultuur. Informele pakken worden traditioneel gedragen met een fedora, een trilby of een platte pet. Andere accessoires zijn stropdassen, pochetten, boutonnières, manchetknopen, bretels of riem, horloge en sieraden.
Het wordt beschouwd als informele kleding in westerse kledingvoorschriften. Het loungepak is ontstaan in het 19e-eeuwse Groot-Brittannië als een meer casual alternatief voor sportkleding en Britse countrykleding, met wortels in het vroegmoderne West-Europa. Na het vervangen van de zwarte frock jas in het begin van de 20e eeuw als gewone dagkleding, werd een sober eenkleurig pak bekend als een loungepak.
Andere soorten pakken zijn voor semi-formele gelegenheden - het dinerpak (black tie) en het zwarte loungepak (stroller) - beide ontstonden als minder formele alternatieven voor het formele dragen van de dresscode voor 'white tie' en de ochtendjas met formele broek voor 'morning dress', respectievelijk.
Oorspronkelijk werden pakken altijd op maat gemaakt van het door de klant geselecteerde stof. Deze staan nu bekend als maatpakken, op maat gemaakt naar afmetingen, smaak en stijlvoorkeuren. Sinds de jaren 1960 zijn de meeste pakken in massa geproduceerde confectiekleding. Momenteel worden pakken op de volgende manieren aangeboden:
- maatkleding of maatforcé
- confectie